# Nicolas Penneteau
Nicolas Penneteau (Marsella, Francia, 20 de febrero de 1981) es un exfutbolista francés que jugaba como guardameta.

## Clubes
| Club                  | País    | Año       |
| --------------------- | ------- | --------- |
| S. C. Bastia          | Francia | 1998-2006 |
| Valenciennes F. C.    | Francia | 2006-2014 |
| Royal Charleroi S. C. | Bélgica | 2014-2021 |
| Stade de Reims        | Francia | 2021-2023 |